# 中牟之战
中牟之战，公元前501年（周敬王十九年，鲁定公九年，齐景公四十七年，晋定公十一年，卫灵公三十四年），齐国、卫国与晋国的作战。
中牟本来是卫国的城邑，后来被晋国得到，成为赵氏的封邑。前506年，召陵之会，晋国丧失诸侯的拥护。前501年秋，齐景公发兵攻打晋国的夷仪（今山东省聊城市西南）。敝无存抢先登上夷仪的城墙，战死在城门的门檐下。东郭书登上城墙，犁弥跟着他。东郭书上城往左，犁弥先下了城。战斗结束，齐景公赏赐犁弥，犁弥辞谢，说自己跟着东郭书。齐景公赏赐东郭书，东郭书辞谢，说：“他是客卿。”于是就赏赐犁弥。齐景公对夷仪人说，得到敝无存的人，赏赐五户，免除劳役。”于是就找到了敝无存的尸体。齐景公为尸体穿衣服，以犀牛皮装饰的车和长柄伞作为殉葬品。齐景公让拉车的人跪着走，全军吊哭，景公亲自推车三次。
晋国的一千辆战车在中牟，卫灵公准备去五氏（今河北省邯郸市西），经过中牟。中牟人想要攻打他们，逃亡到中牟的卫国褚师圃认为卫国虽小，他们的国君在而难以战胜的。齐军攻下城邑就骄傲，主帅地位低，不如向齐军挑战。于是进攻打败了齐军，齐景公把禚地、媚地、杏地送给卫灵公。
范氏中行氏之乱，驻守中牟的赵氏家臣佛肸叛离了赵简子，归顺了帮助范氏、中行氏的卫国。当时孔子在卫国，佛肸曾经派人来召孔子。子路反对孔子前去，孔子感叹道：“不曰坚乎，磨而不磷？不曰白乎，涅而不缁。吾岂匏瓜也哉？焉能系而不食？”前490年，范氏、中行氏失败后，赵简子围攻已经在卫国手中的中牟，以惩罚卫国帮助范氏。